# Lucio Demare
Lucio Demare (Buenos Aires, 9 de agosto de 1906-Buenos Aires, 6 de marzo de 1974) fue un compositor de tangos, músico, director de orquesta y musicalizador de películas argentino.
Aprendió música con su padre violinista y, más adelante, con diversos profesores y a los ocho años ya tocaba el piano profesionalmente con un repertorio que incluía música clásica y de ópera.
Posteriormente se acercó a la música popular y en 1922 se incorporó a un conjunto de jazz. En 1926 tomó interés por el tango, empezó a estudiarlo y, a propuesta de Francisco Canaro, viajó a París para unirse a la orquesta dirigida por Rafael Canaro y Juan Canaro. Ya anteriormente había compuesto obras y por esa época estrenó en esa ciudad sus primeros tangos.
En 1927 se separó de Canaro y con los cantores Irusta y Fugazot formó el trío Irusta-Fugazot-Demare, un conjunto que debutó en París y pasó a actuar con gran éxito, primero en España y luego en diversos países de América. En 1933 regresó a España con Irusta y Fugazot, y actuaron en dos películas que además fueron musicalizadas por Demare.
En 1935 Demare, ya vuelto a Argentina, se incorporó como pianista en la orquesta de Francisco Canaro y continuó sus estudios musicales. En 1938 integró por corto tiempo una nueva orquesta que codirigía con el violinista Elvino Vardaro, y ese mismo año formó otro conjunto con el que empezó a grabar. Desde entonces continuó su carrera de músico de tango tanto como solista como al frente de diversas formaciones en las que trabajaron figuras del tango calificadas como prestigiosas por José Gobello.
Entre 1936 y 1971 Demare musicalizó películas argentinas para diversas productoras. Entre los tangos que compuso se encuentran «Mañanitas de Montmartre», «Musete», «Capricho de amor», «Dandy», «Malena», «Hermana», «Mañana zarpa un barco» y «Tal vez será tu voz» y la milonga «Negra María». Según Horacio Ferrer, Demare tenía un estilo de ejecución inconfundible por el clima intimista que creaba desde el piano y su orquesta, que sin llegar a figurar entre las favoritas del público fue de las más sutiles y sentimentales que se podía escuchar en la década del cuarenta.

## Primeros años
Era hijo de Otilia Riccio y Domingo Demare. A los seis años comenzó a estudiar música con su padre, que era violinista, y con su primo Luis Riccardi, pianista de la orquesta de tango del conocido director y compositor de tango Francisco Canaro. Más tarde prosiguió estudiando en el conservatorio del maestro Vicente Scaramuzza. A partir de los ocho años tocaba el piano en salas de cine —era todavía la época del cine mudo— y en el barco de la carrera que hacía el viaje Buenos Aires-Montevideo, ejecutando pasajes de música clásica y fragmentos de óperas.
Demare contó sobre su infancia: «vivíamos toda la familia en dos piezas. Mi madre me llamaba diciéndome que se enfriaba la comida, y como no iba, me amenazaba con tirármela, pero yo seguía en el piano. Esas cosas en mí eran sinceras, yo las sentía así. Creo que nací para la música. Ahora de dónde me salió, no sé».
A los once años fue contratado para acompañar musicalmente las presentaciones de una cantante de su misma edad que con los años fue conocida como Imperio Argentina y comenzó su interés por la música popular. Pasó a desempeñarse en algunas salas de variedades del centro y en 1922 se inició como músico de jazz en el conjunto denominado Real Jazz, dirigido por Nicolás Verona, en el Cine Real de la calle Esmeralda de Buenos Aires. Con este conjunto debutó como autor con los pasodobles «Flores de mi tierra» y «Banderillas al quiebre», los foxtrots «Potencia» y «Míster Bohr», en homenaje al músico y compositor José Bohr y el shimmy «Melodía de amor» que en 1924 grabó Azucena Maizani con la orquesta de Francisco Canaro.

## Inicio de su relación con el tango
En 1926 se incorporó a la orquesta de jazz de Eleuterio Iribarren y actuaban en el cine Real de la calle Esmeralda a metros de la avenida Corrientes, hasta que Adolfo Carabelli lo contrató para trabajar en su orquesta en el cabaré Ta-Ba-Ris, donde alternaban con otras de tango, por lo que Demare entró en contacto con músicos de ese género.
Como tenía quince años no podía trabajar en el cabaré, y menos con los pantalones cortos que usaba. Como era frecuente en la época, su madre reservaba los pantalones largos para cuando cumpliera dieciocho años, por lo que debió convencerla para que le permitiera usarlos.
Empezó a estudiar el tango y a tocar algunas piezas por gusto. Años después, Demare declaró en un reportaje que en aquel momento no se imaginaba como ejecutante profesional de tango porque aunque conociera la partitura no dominaba el swing, el yeite (~ destreza) que se debe tener para tocarlo, como cualquier música popular.
Compuso en esa época las piezas «La comadrona» y «Río de oro», a las que clasificó como «tango romanza». Con esta última composición obtuvo en 1927 el tercer premio en el rubro música sola en el cuarto Concurso Max Glücksmann. Minotto Di Cicco, reconocido por Demare como su principal maestro de tango, le enseñaba en el Tabarís a escondidas de su director Canaro, porque este no quería que su orquesta funcionara con otros elementos que no fueran los suyos. En 1926, a pedido de Demare, que por entonces tenía diecinueve años, Canaro lo contrató para actuar en Europa.

## Actuación en Europa
Demare viajó a París para unirse a la orquesta dirigida por Rafael y Juan Canaro. En esa ciudad estrenó sus tangos «Dandy» y «Mañanitas de Montmartre» con letras de Agustín Irusta y Roberto Fugazot en el cabaré Les Ambassadeurs.
Demare llevó a sus padres y a sus dos hermanos a vivir a París, ganaba 600 francos por día y antes del año ya había comprado un automóvil, si bien no tenía tiempo de usarlo porque trabajaba desde las cinco de la tarde hasta las cuatro de la mañana.
Demare trabó los cantores Irusta y Fugazot, sus compañeros de orquesta, una amistad que continuó por vida y con ellos se separó de Canaro en 1927 y formaron un trío que actuó bajo el rubro Irusta-Fugazot-Demare. El conjunto debutó en París y pasó después al teatro Maravillas de Madrid donde la presentación prevista para un período de quince días debió prolongarse a tres meses por la repercusión que obtuvo entre el público. Más adelante, el trío incorporó otros músicos, entre ellos su hermano el joven bandoneonista Lucas Demare, Héctor María Artola, Simón Resnik y el «gallego» Álvarez, formando la Orquesta Típica Argentina, que actuó en diversos países de América.
Regresaron a Buenos Aires y debutaron con éxito en el teatro Broadway, pero cuando Roberto Fugazot se accidentó en un ascensor que se vino abajo y estuvo cuatro meses con una pierna enyesada debieron interrumpir las actuaciones.

## Su debut en el cine
Irusta, Fugazot y Demare retornaron a España y en 1933 actuaron en dos películas españolas. La primera fue Boliche, escrita y dirigida por Francisco Elías sobre el guion de Antonio Graciani, que fue estrenada en los Estados Unidos el 27 de mayo de 1935; Demare además de musicalizar el filme hacía el papel de un músico ciego e Irusta y Fugazot actuaban como cantantes. La siguiente fue Aves sin rumbo, con dirección y guion de Antonio Graciani, que fue estrenada en España el 28 de mayo de 1934 y Demare también realizó la musicalización además de actuar.

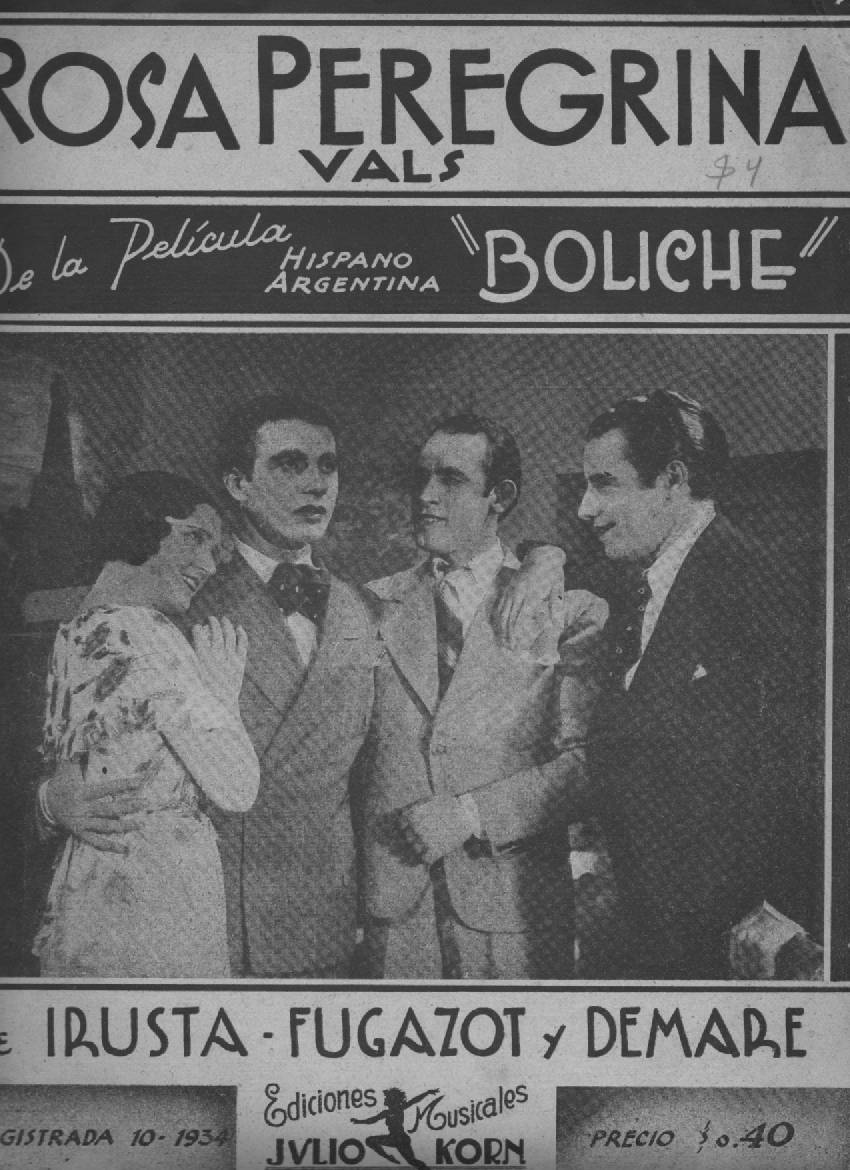
Irusta, Fugazot y Demare.

## Retorno a la Argentina
En 1935 Demare pasó a desempeñarse como pianista reemplazando a Luis Riccardi en la orquesta de Francisco Canaro que en 1936 intervino en la comedia musical de Ivo Pelay La Patria del Tango del teatro Buenos Aires, mientras continuaba sus estudios musicales con el profesor Ernesto Drangosch. En 1938 se desvinculó de Canaro y pasó a integrar por corto tiempo una nueva orquesta en la que compartía la dirección con el violinista Elvino Vardaro. Ese mismo año formó otro conjunto integrado por el bandoneonista Máximo Mori, el cantor Juan Carlos Miranda y los violinistas Raúl Kaplún y Carlos Arnaiz, dirigida por Demare desde el piano. Con este conjunto el 13 de junio de 1938 inició sus grabaciones para Odeón con el tango «La racha», de Agustín Bardi, y en 1940 comenzó a actuar para LR1 Radio El Mundo, la más importante 
del momento en Buenos Aires según el historiador Ricardo Gallo, y el periodista Carlos Ulanovsky
Sin descuidar su labor de director, Demare incorporó en su orquesta a Raúl Berón. Desde entonces continuó su carrera de músico de tango tanto como solista como al frente de diversas formaciones en las que trabajaron prestigiosas figuras del tango como los músicos Joaquín Mauricio Mora y Héctor María Artola y los cantores Juan Carlos Miranda, Jorge Ayala, Quintana y Carlos Almada.

## Su relación con el cine argentino
Demare inició su participación en el cine argentino en 1936 con la musicalización de la  película Ya tiene comisario el pueblo, dirigida por Claudio Martínez Payva y siguió en 1938, en colaboración con Francisco Canaro, con Dos amigos y un amor, dirigida por su hermano Lucas Demare producida por los Estudios Río de la Plata pertenecientes a Canaro.
Continuó musicalizando películas, una de las cuales fue Prisioneros de la tierra, con la dirección de Mario Soffici, para el sello Pampa Film. Se vinculó luego con la productora cinematográfica Artistas Argentinos Asociados (AAA) en la que participaba su hermano Lucas, quien en 1942 dirigió la película El viejo Hucha, que musicalizó Lucio Demare y en la cual se estrenó el difundido tango «Malena» cuya pegadiza melodía pertenece a Demare. El músico la compuso en un café de Avenida Alvear y Acevedo (posteriormente renombradas Avenida del Libertador y República de la India) sobre una letra que le iba dictando su autor Homero Manzi y la completó en el cabaré Novelty, de Esmeralda 473, donde actuaba con su orquesta. En el filme lo interpretó el actor Osvaldo Miranda, aunque la voz es la del cantor de su orquesta Juan Carlos Miranda. El mismo año musicalizó la película La guerra gaucha, dirigida por su hermano Lucas, y obtuvo por su labor el premio de la Municipalidad de Buenos Aires a la mejor música y el Premio Cóndor y Diploma de la Academia de Artes y Ciencias Cinematográficas de la Argentina en la categoría Sonido. Hasta 1971 siguió creando bandas sonoras para películas con diversos directores, aunque mayormente con Lucas Demare.

## Su labor como compositor de tango

### Período romántico
Inicialmente su obra se identifica con la estética de la escuela romántica, esa tendencia novedosa conocida por tango romanza que fuera definida en las composiciones de Juan Carlos Cobián y Enrique Pedro Delfino. Luis Adolfo Sierra opinó que el temperamento creativo de Cobián y Delfino alcanzó luego su máxima expresión en Francisco De Caro, y tuvo un descollante relieve con Lucio Demare y Joaquín Mauricio Mora.

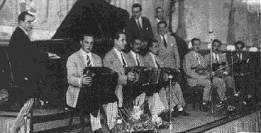
Lucio Demare al piano.

Los tangos de Demare de ese primer período «Mañanitas de Montmartre», «Musete», «Capricho de amor», «Dandy» o «Mi musa campera» (1928) se caracterizaron, según Horacio Ferrer, por «su exaltado lirismo y su riqueza melódica».

### El tango del cuarenta
En la década de 1940 Demare dio a conocer «Yo era un corazón» y toda una serie de páginas cantables con versos de Homero Manzi: «Telón», «Hermana», «Mañana zarpa un barco», «Malena», «Solamente ella», «Tal vez será tu voz» y la milonga, «Negra María». A partir de 1943 dentro de una campaña iniciada por la dictadura militar de 1943 que obligó a suprimir el lenguaje lunfardo, como así también cualquier referencia a la embriaguez o expresiones que en forma arbitraria eran consideradas inmorales o negativas para el idioma o para el país, así, por ejemplo, se prohibió la emisión por radio de «Cafetín de Buenos Aires» por su supuesto pesimismo y por la comparación entre el cafetín y la madre.
Las restricciones continuaron al asumir el gobierno constitucional del general Juan Domingo Perón y en 1949 directivos de SADAIC le solicitaron al administrador de Correos y Telecomunicaciones en una entrevista que se las anularan, pero sin resultado. Obtuvieron entonces una audiencia con Perón, que se realizó el 25 de marzo de 1949, y el presidente —que afirmó que ignoraba la existencia de esas directivas— las dejó sin efecto.
En enero de 1950 SADAIC cuestionó a Radio El Mundo por aplicar criterios restrictivos sobre los temas de las canciones. En 1952 la entidad de los autores acordó con las autoridades una lista de canciones populares que por razones de buen gusto o decoro idiomático no debían pasarse por radio. Opina al respecto el escritor Oscar Conde que en definitiva, SADAIC no cuestionaba la censura en sí misma sino quién la aplicaba. En octubre de 1953 se aprobó la Ley de Radiodifusión n.º 14 241 que no tenía previsiones sobre el uso del lenguaje popular en radio pero las restricciones en alguna medida continuaron.
El tango «Tal vez será mi alcohol» fue compuesto el 27 de mayo de 1943. En ese mismo año lo grabaron Lucio Demare con Rafael Berón y Aníbal Troilo con Alberto Marino. La prohibición oficial de términos lunfardos e inconvenientes obligó a Manzi a reformar el título, que pasó a ser «Tal vez será su voz», y a modificar la letra; para que la protagonista no fuera ya la muchacha que trabajaba en el cabaré hasta la madrugada, no se la retrataba «a la luz del alba» sino «al sol de la mañana».

### Cómo componía
Demare siempre compuso solo sus temas y prefería hacerlo sobre textos ya realizados. En 1931 una noche que no podía dormir se levantó y entre los libros encontró «Por el camino adelante», de Joaquín Dicenta (hijo) y lo musicalizó a las tres de la mañana. Fue un éxito en España. Contó Demare que Manzi ideaba sus poemas eligiendo primero el título y pasando luego al texto, que escribía con gran perfección, que era un músico escribiendo. Le dio los versos de «Malena» para musicalizar y cuando habían pasado unos diez días Demare se sentó en un café y escribió la música de corrido, en unos quince minutos, sin necesidad de pulir ni cambiar nada.

## Sus últimos años
En 1967 la cantante Tania lo incorporó al elenco del local nocturno Cambalache, dedicado al tango, y actuaba como solista junto a ella. Luego tuvo su boite Palitos 85 de la calle Cangallo 1185, pero fracasó económicamente. Su último emprendimiento fue la tanguería Malena al Sur que fundó en el pasaje Giuffra en el barrio porteño de San Telmo.
El 6 de marzo de 1974 a las 3:25 falleció Demare en el sanatorio donde había sido internado dos semanas antes. Había estado enfermo desde meses atrás y Osvaldo Soriano en la nota necrológica recordó que al entrevistarlo el 27 de enero de ese año lo encontró «enfermo, débil, pero no vencido todavía».

## Juicios sobre su orquesta
Horacio Ferrer opinó que su estilo de ejecución inconfundible por el clima intimista que creaba desde el piano se percibe en sus versiones de varias piezas, entre las que se encuentran «La casita de mis viejos», «Dandy», «Mañana zarpa un barco», «Mañanitas de Montmartre» y «Mi noche triste», que registró para la discográfica Columbia en 1952; y «La calle sin sueño», «Divina», «Gricel» y «Nunca tuvo novio», grabadas para el sello Disc Jockey en 1968.
Por su parte el periodista y crítico Jorge H. Andrés, escribió que, sin llegar a figurar nunca entre las favoritas del público, la orquesta de Lucio Demare fue de las más sutiles y sentimentales que se podía escuchar en la década del cuarenta, cuando lo que sobraban eran conjuntos de tango arrolladores. Tenía a favor el piano del director y sus propias composiciones: «Pa mí es igual», «Negra María», «Malena», «Mañana zarpa un barco», «Tal vez será su voz», «Luna», «Solamente ella» y muchas más que otros convirtieron en suceso porque, fuera del año que contó con Raúl Berón, sus discretos vocalistas no podían compararse con los de Troilo, Di Sarli o Caló.
Horacio Ferrer dice que sus arreglos instrumentales y vocales tienen el sello de su fina personalidad de artista, así como los conjuntos que ha dirigido en interpretaciones como «Florcita» (Odeon, 1945), «Sentimiento tanguero» (T. K., 1956) y «Milonguero viejo», (Artfono, 1956), entre las interpretaciones orquestales; «No te apures Carablanca» (con Juan Carlos Miranda), «El pescante», «En un rincón», «Qué solo estoy», «Pena de amor» (todos con Raúl Berón, discos Odeón, 1943-1944) y «Dónde» (con Armando Garrido, disco Artfono, 1956).

## Premios obtenidos
Obtuvo los siguientes galardones:
- Tercer premio en el rubro música sola en 1927 en el cuarto Concurso Max Glücksmann con el tango «Río de oro».[10]
- Academia de Artes y Ciencias Cinematográficas de la Argentina: Cóndor y Diploma en la categoría Sonido por la película La guerra gaucha.[7]
- Municipalidad de la Ciudad de Buenos Aires: Primer Premio en el rubro Música por la película La guerra gaucha.[7]

## Películas que musicalizó
| Año  | Película                                     | Director                |
| 1971 | Arriba juventud                              | Leo Fleider             |
| 1967 | La cigarra está que arde                     | Lucas Demare            |
| 1961 | Hijo de hombre o La sed o Choferes del Chaco | Lucas Demare            |
| 1960 | Plaza Huincul (Pozo uno)                     | Lucas Demare            |
| 1959 | Mi esqueleto                                 | Lucas Demare            |
| 1958 | Detrás de un largo muro                      | Lucas Demare            |
| 1958 | Zafra                                        | Lucas Demare            |
| 1956 | El último perro                              | Lucas Demare            |
| 1956 | Sangre y acero                               | Lucas Demare            |
| 1956 | Después del silencio                         | Lucas Demare            |
| 1955 | Mercado de abasto                            | Lucas Demare            |
| 1954 | Guacho                                       | Lucas Demare            |
| 1953 | La casa grande                               | Leo Fleider             |
| 1952 | Un guapo del 900                             | Lucas Demare            |
| 1952 | Payaso                                       | Lucas Demare            |
| 1952 | Mi noche triste                              | Lucas Demare            |
| 1950 | La culpa la tuvo el otro                     | Lucas Demare            |
| 1961 | La cuna vacía                                | Carlos Rinaldi          |
| 1948 | La calle grita                               | Lucas Demare            |
| 1947 | Como tú lo soñaste                           | Lucas Demare            |
| 1947 | Nunca te diré adiós                          | Lucas Demare            |
| 1945 | Pampa bárbara                                | Lucas Demare            |
| 1944 | Su mejor alumno                              | Lucas Demare            |
| 1944 | El muerto falta a la cita                    | Pierre Chenal           |
| 1943 | Oro en la mano                               | Adelqui Millar          |
| 1943 | Todo un hombre                               | Pierre Chenal           |
| 1942 | La luna en el pozo                           | Carlos Torres Ríos      |
| 1942 | La Guerra Gaucha                             | Lucas Demare            |
| 1942 | El viejo Hucha                               | Lucas Demare            |
| 1942 | Así te quiero                                | Edmo Cominetti          |
| 1942 | Cruza                                        | Luis José Moglia Barth  |
| 1941 | Yo quiero morir contigo                      | Mario Soffici           |
| 1941 | El cura gaucho                               | Lucas Demare            |
| 1941 | El mozo número 13                            | Leopoldo Torres Ríos    |
| 1941 | La quinta calumnia                           | Adelqui Millar          |
| 1941 | Volver a vivir                               | Adelqui Millar          |
| 1940 | Chingolo                                     | Lucas Demare            |
| 1940 | La carga de los valientes                    | Adelqui Millar          |
| 1940 | Encadenado                                   | Enrique de Rosas (hijo) |
| 1940 | El hijo del barrio                           | Lucas Demare            |
| 1940 | Corazón de turco                             | Lucas Demare            |
| 1939 | Prisioneros de la tierra                     | Mario Soffici           |
| 1939 | Atorrante (La venganza de la tierra)         | Enrique Rosas           |
| 1939 | Frente a la vida                             | Enrique Rosas           |
| 1939 | Hermanos                                     | Enrique Rosas           |
| 1939 | Nativa                                       | Enrique Rosas           |
| 1939 | ...Y los sueños pasan                        | Enrique Rosas           |
| 1938 | Cantando llegó el amor                       | James Bauer             |
| 1938 | Dos amigos y un amor                         | Lucas Demare            |
| 1936 | Ya tiene comisario el pueblo                 | Enrique Carreras        |
| 1934 | Aves sin rumbo                               | Antonio Graciano        |
| 1934 | Boliche                                      | Francisco Elías         |

## Composiciones musicales
Entre las obras que compuso se encuentran:
- «Banderillas al quiebre», pasodoble.
- «Carnavalito», milonga en colaboración con los Hermanos Ábalos y Homero Manzi.
- «Cascarita», tango instrumental.
- «Dandy», tango en colaboración con Roberto Fugazot y Agustín Irusta.
- «¿Dónde?», tango en colaboración con Roberto Fugazot, Agustín Irusta y Enrique Cadícamo.
- «Flores de mi tierra», pasodoble.
- «Hermana», tango en colaboración con Homero Manzi.
- «La calle sin sueño» tango en colaboración con Enrique Cadícamo.
- «La comadrona», tango instrumental.
- «La esquina», milonga instrumental.
- «Luna», tango en colaboración con Homero Manzi.
- «Lupe», tango en colaboración con Roberto Fugazot y Agustín Irusta.
- «Malena»,  en colaboración con Homero Manzi.
- «Mañana zarpa un barco», en colaboración con Homero Manzi.[46]
- «Mañanitas de Montmartre», tango en colaboración con Roberto Fugazot y Agustín Irusta.
- «Más allá de mi rencor», tango en colaboración con Julián Centeya.
- «Melodía de amor», shimmy.
- «Mientras viva», tango en colaboración con Eugenio Majul.
- «Milonga en rojo», milonga en colaboración con Roberto Fugazot y José González Castillo.
- «Mi musa campera», tango en colaboración con Roberto Fugazot y Agustín Irusta.
- «Míster Bohr», foxtrot.
- «Negra María», milonga en colaboración con Homero Manzi.
- «No nos veremos más», tango en colaboración con Alfredo Navarrine.
- «Nunca supe por qué», vals en colaboración con Luis Rubistein.
- «Pa´ mí es igual», tango en colaboración con Roberto Fugazot y Agustín Irusta.
- «Pobre corazón», tango en colaboración con Lucas Demare.
- «Potencia», foxtrot.
- «Punto muerto», tango instrumental.
- «Río de oro», tango instrumental.
- «Rosa peregrina», vals en colaboración con Roberto Fugazot y Agustín Irusta.
- «Sentimiento tanguero», tango instrumental.
- «Solamente ella», tango en colaboración con Homero Manzi.
- «Sorbos amargos», tango en colaboración con Roberto Fugazot y Agustín Irusta.
- «Sosteniendo recuerdos», tango en colaboración con Homero Manzi.
- «Tal vez será su voz», tango en colaboración con Homero Manzi.
- «Tal vez será mi alcohol», tango en colaboración con Homero Manzi.
- «Telón», tango en colaboración con Alfredo Navarrine.